# Королівський ботанічний сад (Сідней)

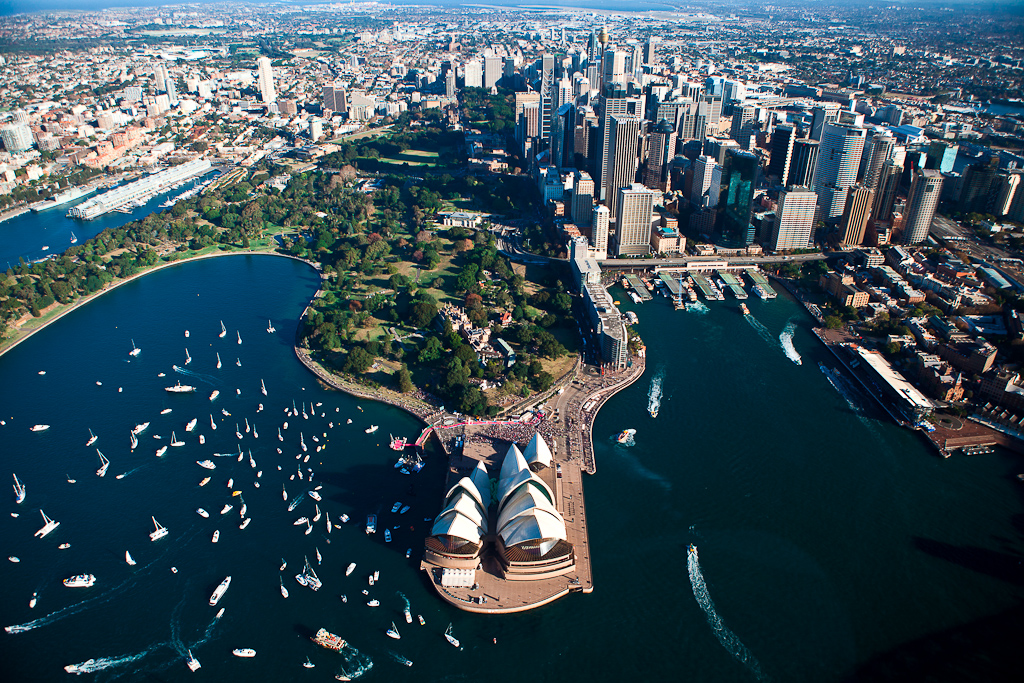
Королівський ботанічний сад, сіднейський оперний театр та діловий центр міста

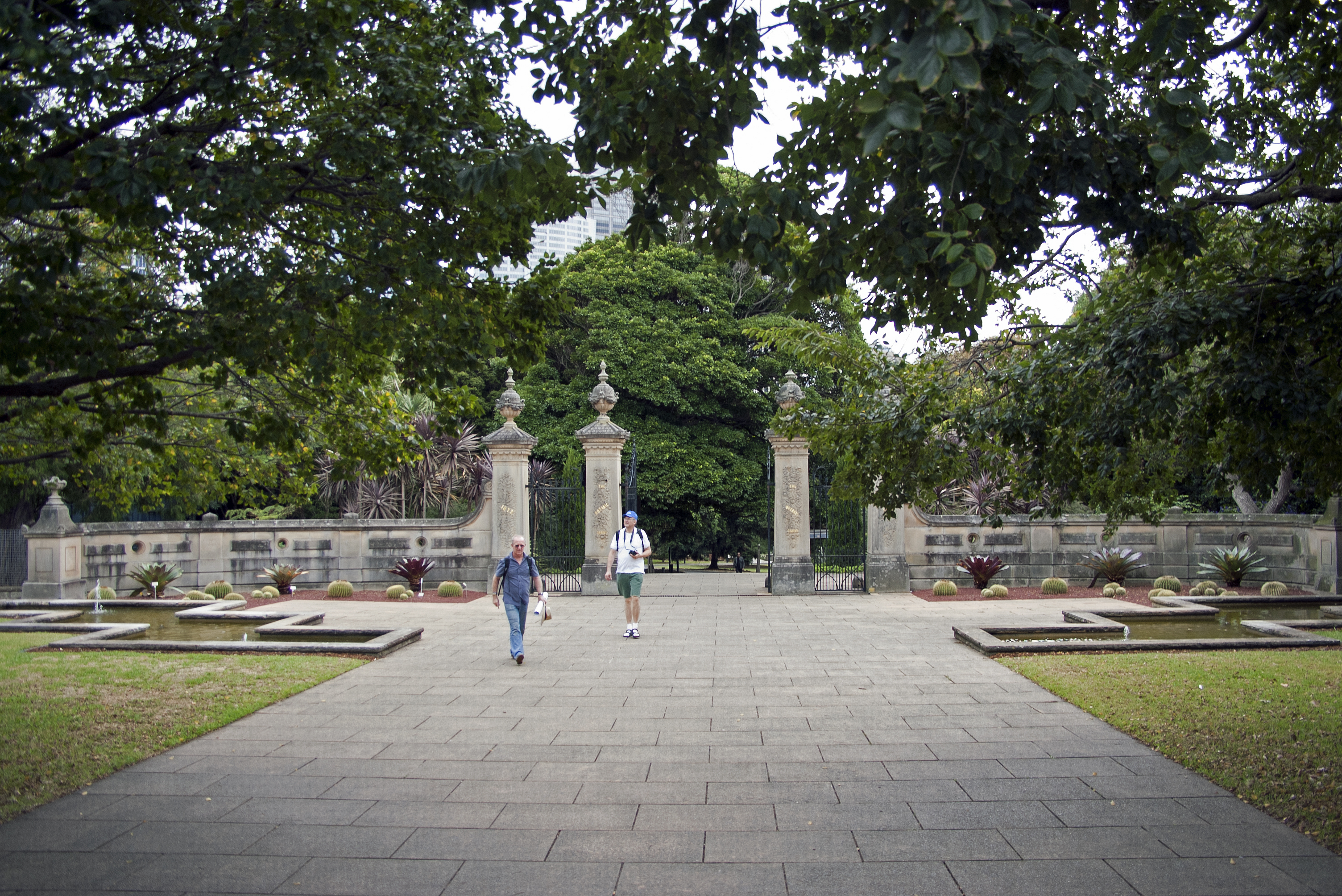
Вхід до ботанічного саду

Королівський ботанічний сад (англ. Royal Botanic Gardens) — ботанічний сад у місті Сідней (штат Новий Південний Уельс, Австралія). Ботанічний сад є членом Міжнародної ради ботанічних садів з охорони рослин (BGCI).
Ботанічний сад розташований на березі бухти Фарм-Коув, яка є частиною Сіднейської затоки. З парку відкривається чудовий вид на Сіднейський оперний театр і міст Гарбор-Брідж.

## Основні відомості
Найстаріший ботанічний сад Австралії і один з найстаріших ботанічних садів Південної півкулі, був створений у 1816 році генерал-губернатором Лакланом Маккуорі, і зараз він входить до списку основних визначних пам'яток Сіднея. На 30 гектарах саду росте більше мільйона рослин 9 тисяч таксонів, деякі з яких були посаджені першими європейськими колоністами майже 200 років тому.
На місці ботанічного саду за ініціативи першого генерал-губернатора колонії Артура Філіпа ще в 1788 був посаджений перший в Австралії горо́д, де були висаджені європейські овочі.
Сад умовно розділений на кілька зон: розарій, східний сад, оранжерея папоротей, пальмовий гай і сад рідкісних і зникаючих рослин світу, який включає примірник однієї з найрідкісніших рослин у світі Wollemia nobilis. Особливо вражає сіднейський тропічний центр, який знаходиться всередині великої скляної піраміди. Ботанічний сад прикрашають декоративні ставки і басейни, скульптури, містки та зелені галявини.
Вхід до ботанічного саду вільний, виняток становить лише тропічний центр.

## Колекція
У ботанічному саду представлені ароїдні, пальмові, бромелієві, бобові, миртові, орхідні, кактусові, саговникоподібні, папоротеподібні та хвойні рослини. У відкритому ґрунті виростають типові представники тропіків: гігантська трав'яниста папороть Angiopteris evecta, ліана Monstera deliciosa, вічнозелений Cinnamomum verum, з якого отримують корицю. Також тут ростуть типові тропічні пальми — Roystonea regia, батьківщиною якої є Куба, фінікові пальми Phoenix reclinata, Phoenix roebelenii, Phoenix sylvestris.
Одним з найцікавіших дерев у ботанічному саду є так зване «пляшкове дерево» (Brachychiton rupestre), яке в природі зустрічається в північно-східній частині Австралії, у штаті Квінсленд. Також тут широко представлені деревоподібні папороті, переважно австралійські види — Cyathea coopery, Dicksonia antarctica та інші.

## Галерея

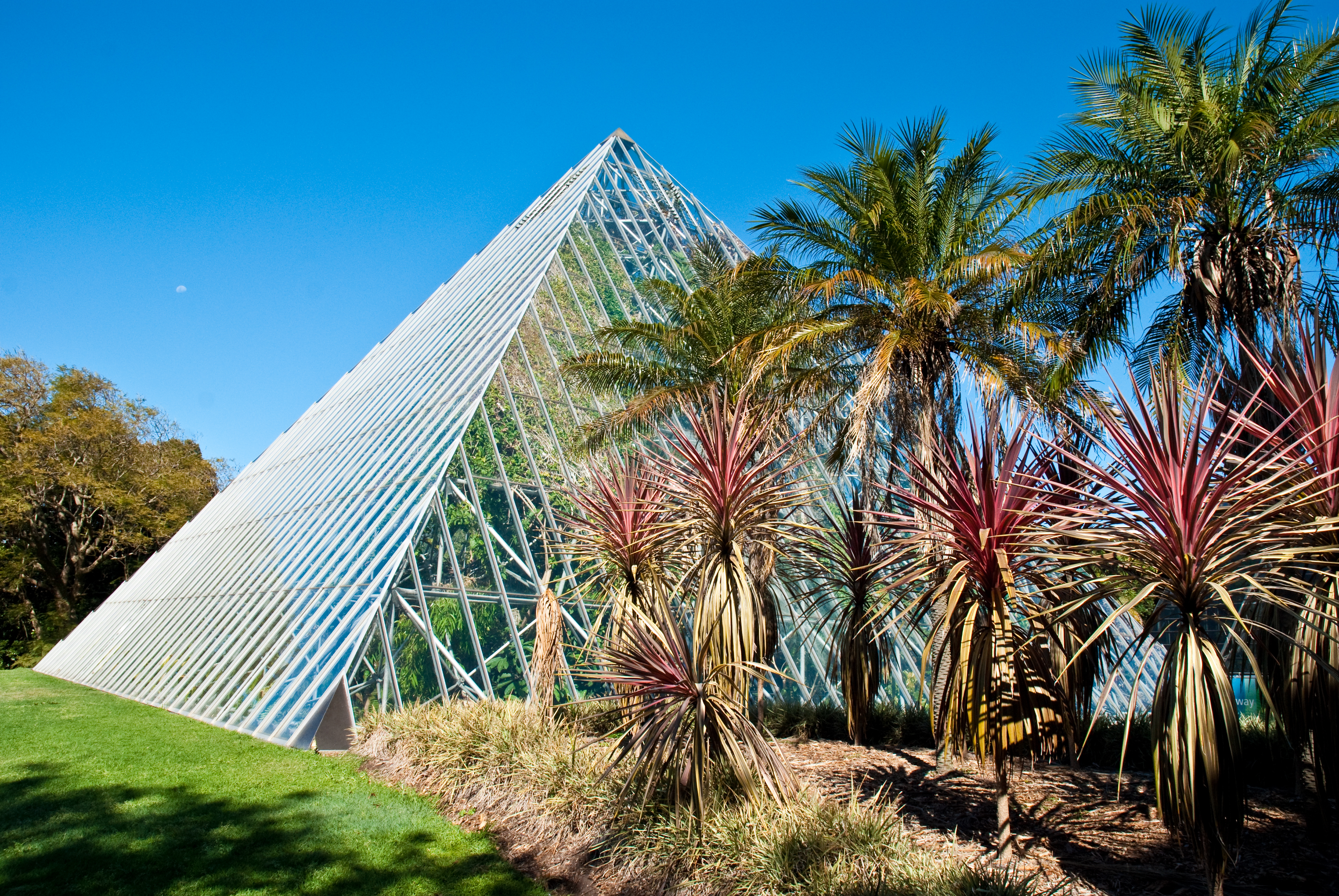
Тропічний центр
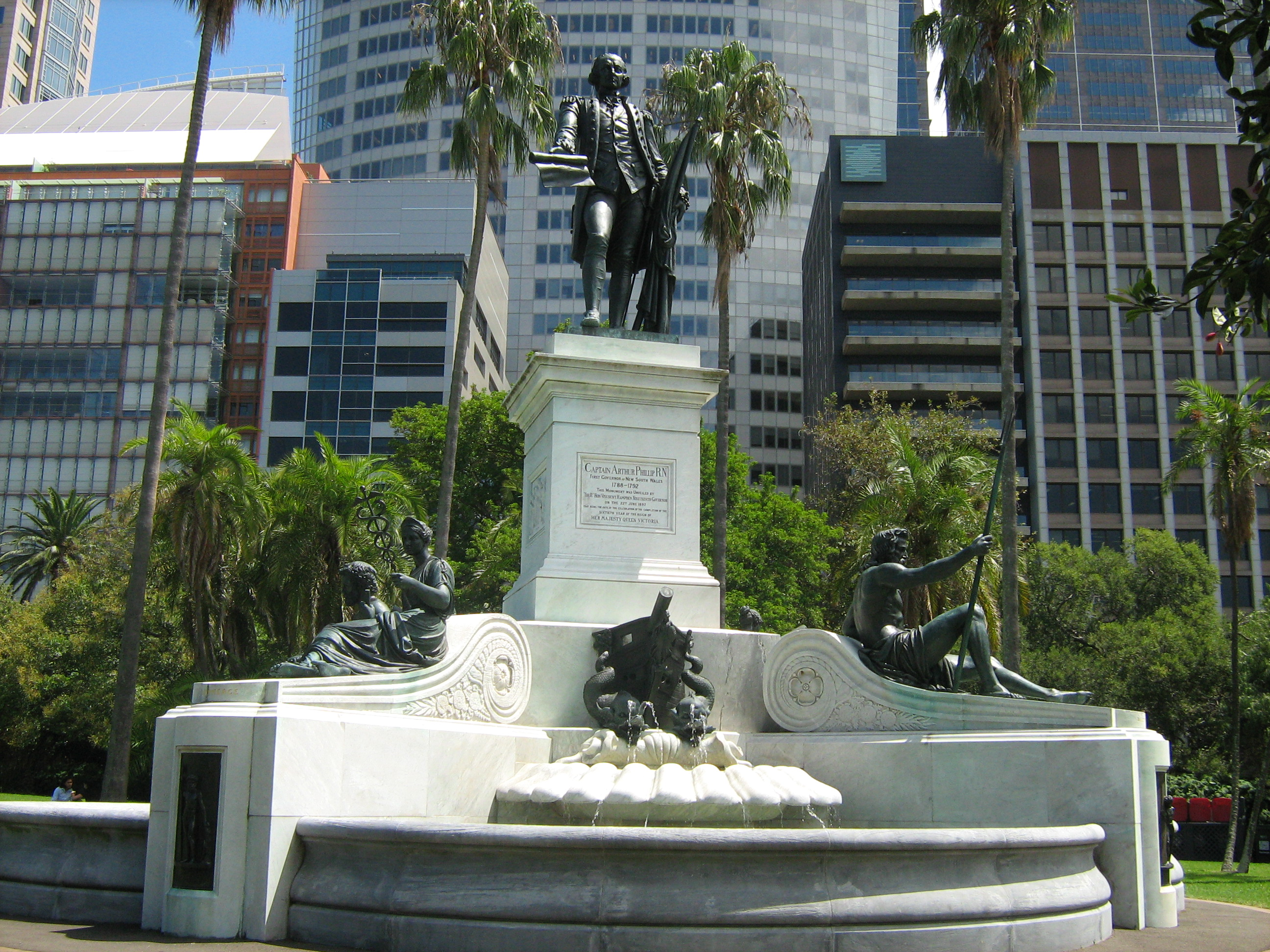
Пам'ятник-фонтан першому генерал-губернатору Артуру Філіпу
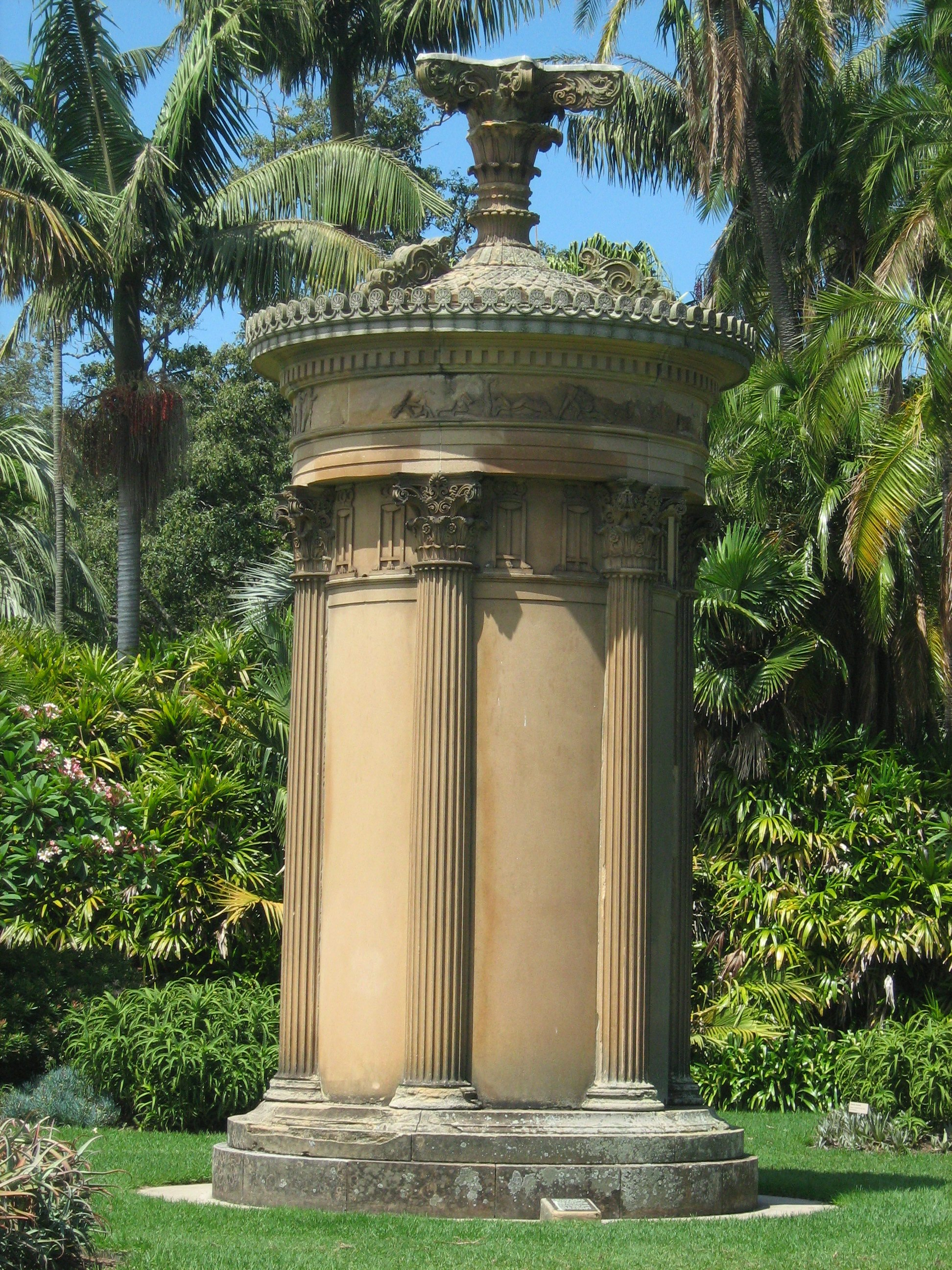
Копія монумента Лісікрата
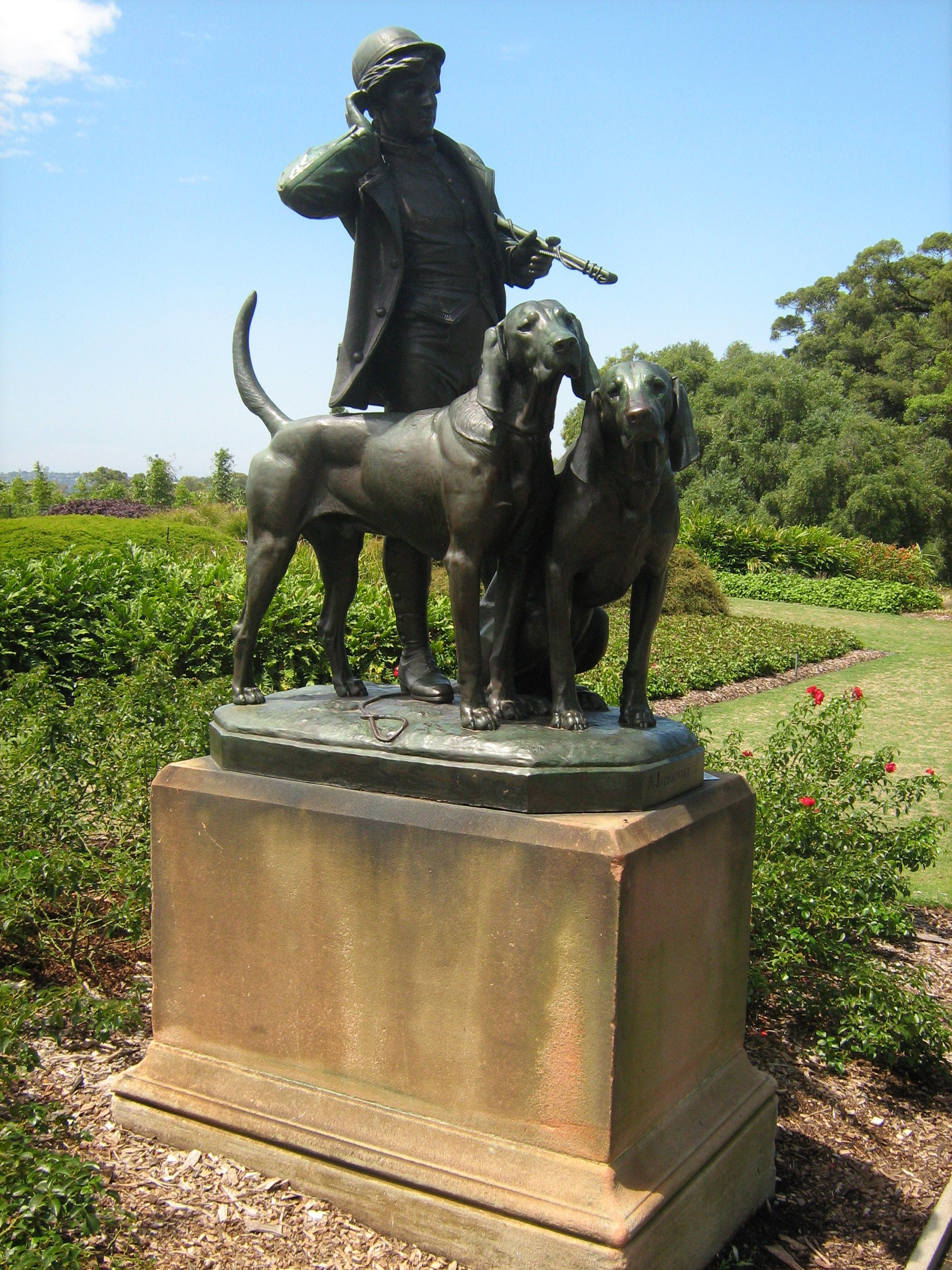
Скульптура «Мисливець»
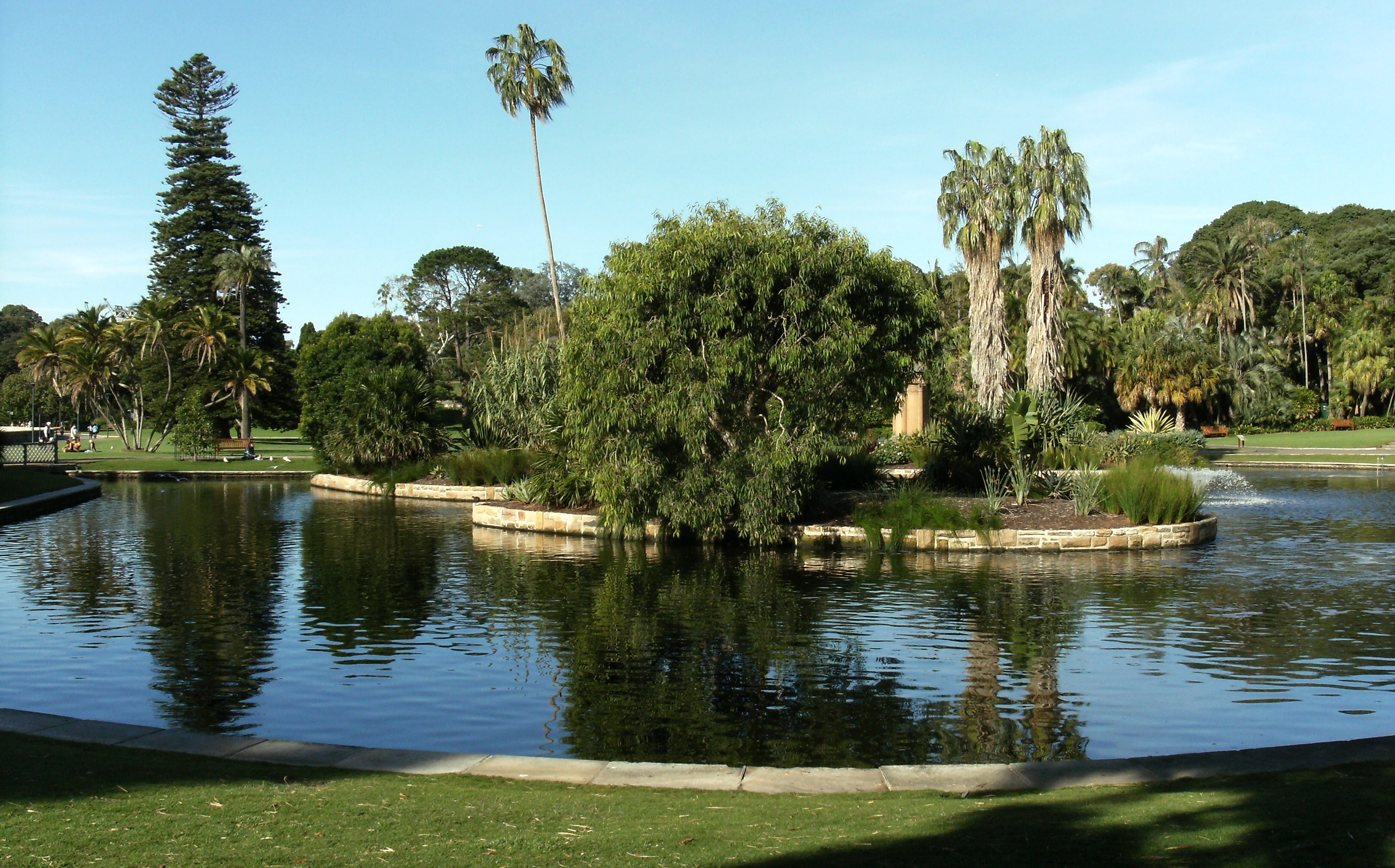
Ставок
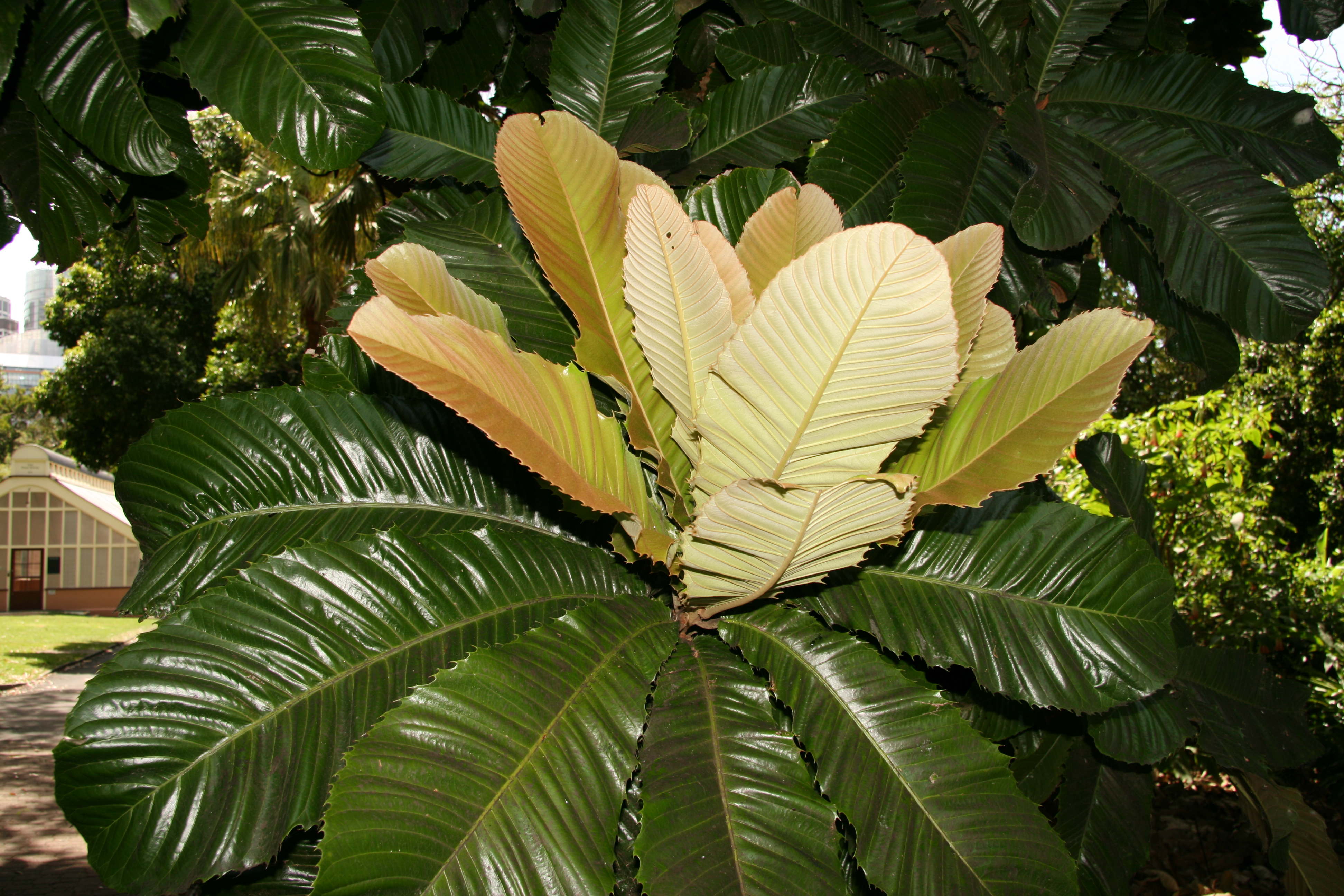
Chrysophyllum imperiale
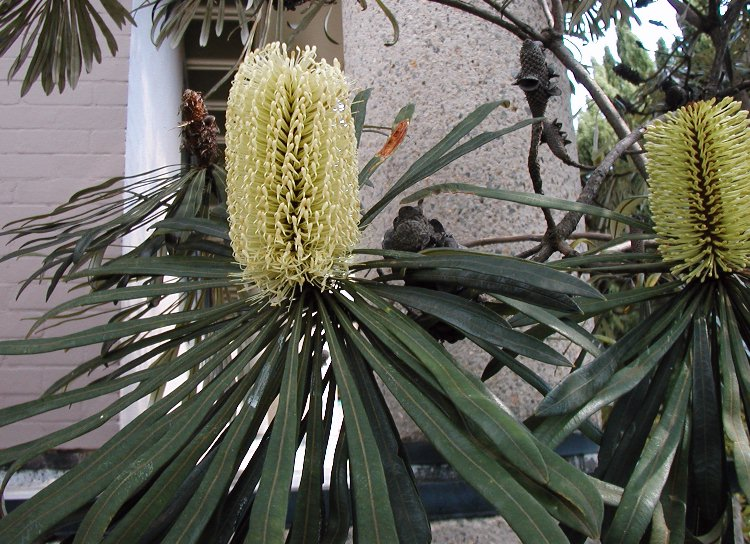
Banksia  aquilonia
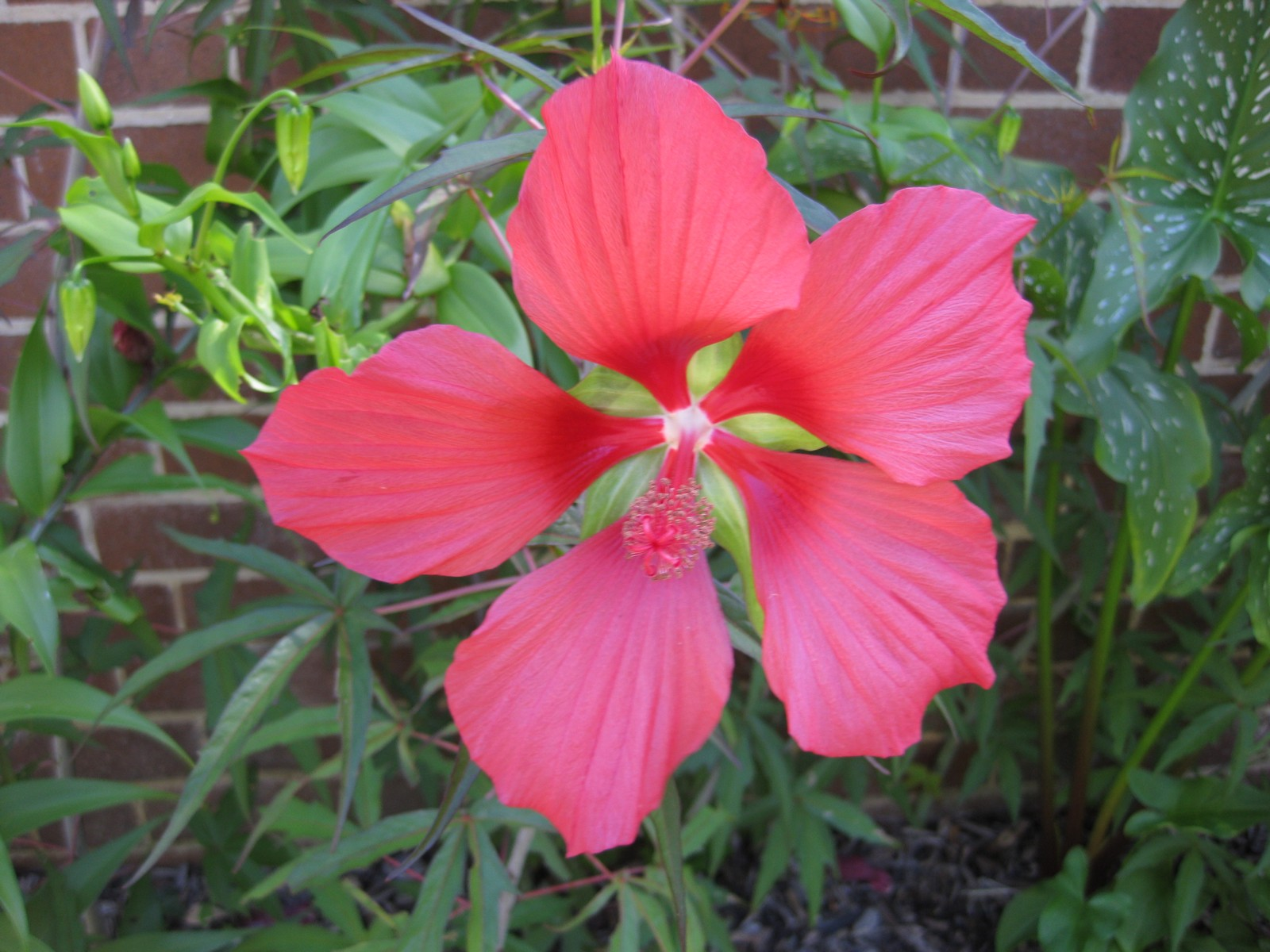
Hibiscus coccineus
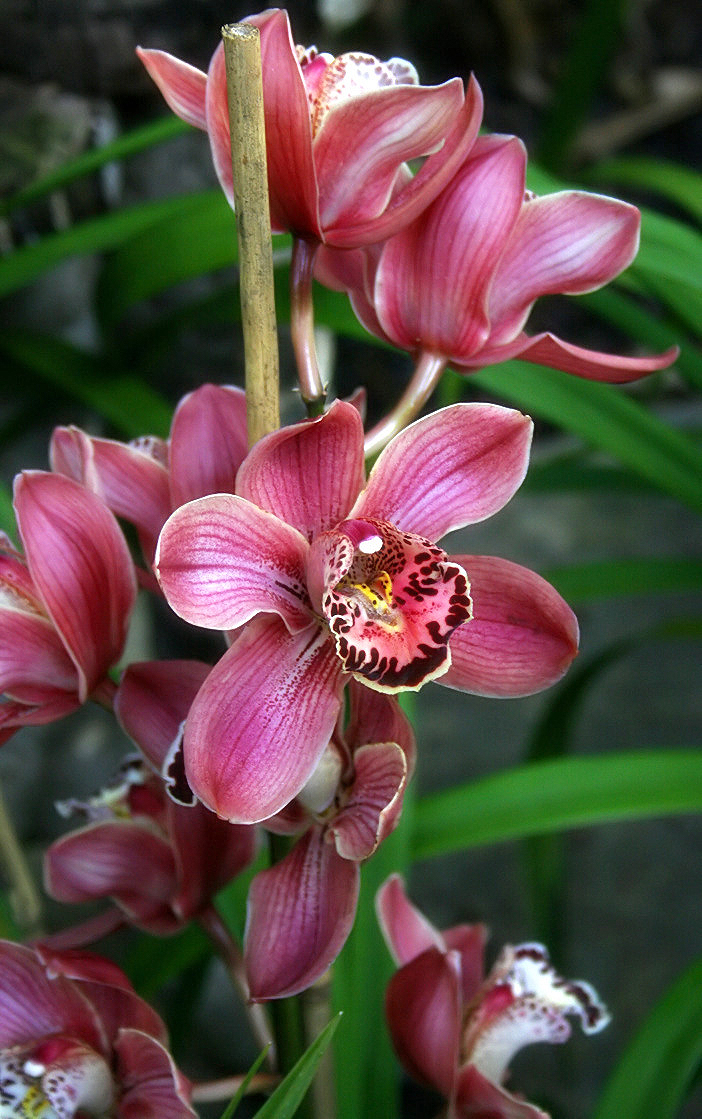
Орхідея Cymbidium cultivars